# ワールドヒーローズ
『ワールドヒーローズ』（WORLD HEROES）は、1992年から1995年までにADK（1作目はアルファ電子）がネオジオ向けに製作した対戦型格闘ゲーム。本項ではシリーズ全4作について説明する。

## 作品概要
本作は、服部半蔵やジャンヌ・ダルク、ラスプーチンなどの歴史上の人物や「著名なフィクションの登場人物」に類似した、漫画的なキャラクターが登場するという特徴がある。

### ワールドヒーローズ（初代）
1992年7月28日発売。
使用可能キャラクターは全部で8人で、同キャラクター対戦は不可能。
Aボタンはパンチ、Bボタンはキック、Cボタンは投げに使用する。Dボタンは使用しない。パンチ・キックについてはボタンを短く押すと弱攻撃、長く押すことで強攻撃となる。
通常の対戦モードの他に「デスマッチモード」が存在する。このモードでは地雷、電流リング、壁一面のトゲ、オイルリングなど様々なトラップが用意されており、ダウンやバウンドした際に追加ダメージを受けたり、操作が困難になったりする。これにより、攻撃を仕掛けた側が思わぬダメージを喰らうことや不利な状況に立たされることもあった。髪切りマッチも存在し、負けたキャラクターは坊主頭にされてしまう過激な演出も存在したが、『ワールドヒーローズ2』（以下『2』）では多少マイルドになっている。
キャラクターのバランス調整が悪く、ジャンヌが必殺技の「フラッシュソード」を連発しただけでマッスルパワーは全ての戦略を封印された。そのため、対戦ダイヤグラムではまず存在しないとされていた「10:0」の数値がはじき出される事態が起こった。はめ技にはJ.カーンの「覇極道はめ」、ブロッケンの「しゃがみ弱パンチはめ」も存在する。
初代のみにみられるその他の特徴としては、気絶した際とコンティニューの際に場外からの応援としてキャラクターの名前が連呼される演出が挙げられる。
- マッスルパワーに対する応援は「マッスルパワー」ではなく「ナンバーワン」と連呼される。
- J.カーンは「ジェイ・カーン」ではなく「ジンギスカン」と呼ばれる。
- 他の6人は「ハンゾウ」「ジャンヌ」など、通称ないしは略称で呼ばれる。ただしブロッケンだけは「ブロッケン、チャチャチャ」と拍手が入る。

#### 開発（初代）
本作は横尾公敏が新人研修で出したMVSの新型筐体の企画であり、この時点では4人プレイが可能なベルトスクロールアクションゲームだった。このバージョンはある程度遊べるところまで出来ていたものの、CPUのアルゴリズムを他のモードへ流用することは不可能であり、CPUがプレイヤーを無視して同士討ちをするといった齟齬があった。また、当時は対面配置の筐体が普及しつつあったことから、本作は4人用筐体のゲームとしてではなく、当時流行していた2人用の対戦型格闘ゲームの企画として再スタートした。
本作はゲームセンターのコア層だった中高生以上の年代よりも、むしろ小学生をメインターゲットにしており、社内では児童向けの漫画雑誌などから子どもの好みを分析する試みが行われた。加えて、MVS筐体は海外での稼働が多いため、海外のユーザーでも理解しやすいキャラクターや作風が求められていた。このため、本作に登場するキャラクターは、同時期に稼働していた対戦型格闘ゲームよりも漫画的なデザインとなった。
多くのキャラクターのデザインは企画立案者の横尾が手がけたが、正統派のヒーローのデザインを不得意としていたという理由から、半蔵のデザインは本作のグラフィックスチーフが担当した。同様の理由からジャンヌのデザインはディレクターが手がけた。横尾によるジャンヌの初期デザインは中世風の鎧を着込んだものであり、チーム内からゲームで動かせないと指摘が挙がった。

#### 反響（初代）
本作の大ヒットにより会社としての規模が大きくなったアルファ電子は、社名をADKに改め、より大きなビルへと引っ越した。
空閑叉京は2019年にエキサイトに寄せた記事の中で、個性的なキャラクターや、デスマッチを評価した一方、負けると坊主頭にされる「髪切りデスマッチ」は90年代だったからこそ出来たものだと述べている。

### ワールドヒーローズ2
ADKに改名後の1993年4月28日発売。100メガショック第4弾（ADKとしては初）。同キャラクター対戦が可能になり、6人の新キャラクターが追加された。また、Cボタンが挑発を兼ねるようになった。
新システムとして「投げ返し」「跳ね返し」が追加。
投げ返し
相手が投げを仕掛けてきた時にAまたはBボタン長押しによる投げを成立させると、逆に相手を投げることができる。最大6回まで投げ返しの投げ返しも可能。『2』のみに存在。
跳ね返し
『2』『ワールドヒーローズ2JET』（以下『2JET』）『ワールドヒーローズ パーフェクト』（以下『パーフェクト』）（ネオジオCD版のみ）では飛び道具がヒットする直前でガードすると、跳ね返すことができる。9回跳ね返すと自動的に消滅する。
「デスマッチモード」では床を移動する回転ノコギリ、一画面分の広さしかない鉄の檻など新たなトラップに加え、1本で2人分の体力を表すシーソーゲージが採用された。対戦時にプレイヤーの意志が「ノーマルモード」と「デスマッチモード」で分かれた場合、コイントスにより決定する。

#### 開発（2）
本作のキャラクターの選定にはMVSの普及度が考慮されていたものの、マッドマンなどのようにそれ以外の理由で登場したケースもある。
ムエタイ選手のシュラは、タイにMVSが多く輸出されていたことから登場が実現した。当初シュラは女性として出す予定であり、グラフィックスチーフによるデザインも用意されていた。ところが、女性キャラクターを増やす話になった際、日本人が良いということからリョウコが追加されたため、タイ出身だったシュラは男性に変更された。
マッドマンと次作に登場するジャックは横尾によるデザインであり、前者は奇抜なキャラクターを出したいという横尾の意向から登場が決まった。横尾は、当時のADKでは面倒なアイデアや提案を出した者がそのキャラクターのドットを担当するという風潮があり、その積み重ねによって色物のドッターを任されるようになったと4Gamer.netとのインタビューの中で話している。また、開発開始の時点から、各キャラクターには指定された容量が割り振られており、グラフィッカーが必須動作を作成した上で、技の取捨選択や統合をしたり、余った容量で別の動作を作るなどして、容量をやりくりした。このため、ジョニーやエリックといった大柄なキャラクターはデータサイズが大きいことから技の数が少なく、エフェクトを派手にして区別化するといった施策も採られた。

### ワールドヒーローズ2JET
1994年4月26日発売。『2』の続編であるが、同作から多くが変更されている。2人の新キャラクターが追加された。前作のボスであったネオ・ギガスとディオは登場しない。
ゲームルールが大きく変更されたほか、前作まで存在したデスマッチモードは削除された。
「超武会」モード
『2JET』のメインとなる。3人ずつ現れる相手と1本勝負で戦い、その2人以上に勝つと次のステージに進める。ボーナスステージを挟んで4ステージを勝ち抜いた後は相手が1人ずつで3本勝負となる。
「武者修行」モード
任意の相手を選択して戦う。4人を倒すと「超武会に出場する」というエンディングを迎え終了。各キャラクターの対人戦用個別ステージはこちらのモードでしか登場しないが、新登場のジャックとリョフ以外は前作と同じ。
システム面では、「ダッシュ」「バックステップ」の追加、「投げ返し」の削除などの整理が行われている。
その他の変更点
- 通常技の強攻撃をガードしても体力が削られる。
- カウンターシステムの導入。
- 対戦時に「バランス」「攻撃重視」「防御重視」「スピード重視」の4種を選択可能。攻撃・防御・スピードのパラメータが変化する。
- 投げガード。
- Cボタンが挑発専用に変更された。通常の挑発ポーズの他、レバー入力によって「気絶ポーズ」や「勝利ポーズ」も取ることができる。
- 「字幕スーパー」が追加。体力ゲージの下に攻撃や状況によって変化するメッセージが表示される。

### ワールドヒーローズ パーフェクト
1995年5月25日発売。シリーズ最終作。システム面が従来から大幅に変更された。モード選択がなくなり、単にストーリーモードのみとなった。キャラクターの名前もフルネームが設定され、ハンゾウやフウマなどは漢字で表示されるようになった。キャラクターごとのステージは一部を除いて設定されておらず、地球創世紀・ジュラ紀・氷河期・石器時代・巨石文明・中世暗黒時代・元禄時代・産業革命・世界大戦・現代まで様々な時代で戦う。ステージの具体的な地点は不明なものが多いが、巨石文明はピラミッド建設中のエジプト、元禄時代は江戸、産業革命はイギリス、現代は東京渋谷となっている。
システム面の変更点
- 技の強弱が前作までの「弱・強」2段階から「弱・中・強」の3段階に変更。ボタンを押す長さで強弱をつけるシステムは廃止され、4つのボタンが弱・中のパンチ・キックに割り当てられた。強攻撃は弱ボタンと中ボタンの同時押しで出る。
- 体力半減時に「究極奥義」を出せる。いわゆる超必殺技。
- ヒーローゲージの追加。ゲージMAX時には特定の必殺技や究極奥義が強化される。
- エクストラアタック、ガードはじき攻撃、飛び道具破壊技などの採用。
- 飛び道具の跳ね返しが削除された。ネオジオCD版とセガサターン版では飛び道具逸らしに変更。
- 連続技を決めた際、字幕スーパーに「○段」とコンボ数が表示される。

裏技でキャラクターを超小型にすることが可能である。攻撃力が極端に低下する代わりに、勝利時の獲得スコアが桁違いに増加するため、一部のスコアラーを意識していた模様だが、ネオジオCD版では攻撃力が通常時と変わらないのでバランスが著しく崩れる。
ストーリー
暗黒超武会から1年。全世界に平和が戻り、自らのときの流れに帰って行った英雄たちのもとに、またしてもブラウン博士からの手紙"第3回世界英雄大会"の招待状が届けられた。修行の成果を試そうとする者、ライバルとの決着をつけようとする者など、それぞれの決意を胸に英雄たちがふたたび集結する。それを聞きつけたゼウスたちもまた、前回での雪辱を晴らすべく大会への乱入をたくらんでいた。だが、真の恐怖は、それだけではなかった。

## 登場キャラクター

### 初代から登場
ハンゾウ（服部半蔵：はっとり はんぞう）
主人公。日本国籍の忍者で、伊賀忍軍頭目。年代は西暦1581年。身長175cm、体重69kg。修行好き。
キャラクターネームの表記が初代ではHANZOだったが、『2』以降ではHANZOUになっている。
『2』では髪切りデスマッチに負けると半刈りにされる。
フウマ（風魔小太郎：ふうま こたろう）
ハンゾウのライバル。日本国籍の忍者で、風魔忍軍若頭。年代は西暦1581年。身長175cm、体重70kg。
生まれながらの才能を活かし負け知らずでいたが、19歳の時に初めてハンゾウに敗れた。以後、ハンゾウを倒すため修行を続けてきた。
タイムマシンを利用して、現代で金髪でメガネのサラリーマンとして二重生活を送る。女癖が悪い。
現代の世界が舞台の『痛快GANGAN行進曲』にも登場。そちらではハンゾウのような「ござる」口調になっているが、理由はエンディングで明かされる。
『ニンジャコマンドー』に登場するリュー・イーグルは「32代目風魔小太郎」で、フウマの子孫という設定。
『2』では髪切りデスマッチに負けると頭頂部を剃られる。
ジャンヌ（ジャンヌ・ダルク）
フランス国籍の女剣士。ブロンドのロングヘアが特徴の美人。年代は西暦1431年。身長168cm、体重53kg（自称）。
武器屋の親父から色仕掛けで騙し取った聖剣「バスタードバスター」と聖鎧「シャイニングフォース」を装備する。
高飛車で、自分より弱い男を嫌うが、逆に自分より強い男には夢中になる。そのため、初代のエンディングでは「自分より強い男と結婚するのが夢」と語っている。
『2』から登場するリョウコに強い対抗意識を持っている。
愛剣のバスタードバスターは蛇腹剣の機能があり、必殺技の「フラッシュソード」などを繰り出す際は鞭状になる。さらに『パーフェクト』では究極奥義「エンジェルアロー」の使用時、弓に変形する。
デスマッチモードでの登場ステージが2作とも髪切りデスマッチになっている。『2』でも髪切りデスマッチに負けると初代と同じく坊主頭にされる。
ドラゴン（金龍：キム・ドラゴン）
拳法家。アクションスターであり、歌手としても活躍している。年代は西暦1967年。身長165cm、体重50kg。
初代では無地の茶色いズボンを穿いているが、『2』以降は赤いラインの入った黒いズボン。
『2』から登場するシュラからは「アニキ」と慕われている。
『2』のキャラクター選択画面では中国の国旗が表示されているが、ホームステージには韓国の国旗が翻っている。また『2』の説明書には「中国の格闘家だが、撮影で韓国を訪れた」と記載されている。公式設定の国籍は中国である。
『2』以降のキャラクター名表示は「K.DRAGON」で、『2』のゲーム内の音声では「キム」と呼ばれている。彼の母親は韓国出身。
ラスプーチン
ロシアの魔法使いで教祖も兼ねる。戦いがいかに空しいかを人々に伝えるために戦っている。自分の手や足をオーラで巨大化させるなど、奇怪な攻撃を得意とする。防御の際は両手からバリアを発し、『2JET』以降は石化する。年代は西暦1914年。身長180cm（?）、体重68kg（?）。
『パーフェクト』の究極奥義「秘密の花園」は当人いわく「身を以て愛の素晴しさを教えている」とのこと。戦いの虚しさを人々に諭すため、何かと冷たい世間に対して妄信的に愛を説こうとする。
『2』から登場するマッドマンをライバル視し、一方的に「邪教の使徒」と決め付けている。
『2』では髪切りデスマッチに負けると頭頂部を剃られる。
見習い魔法使いの孫娘「ラスプーチコ」がおり、『パーフェクト』のネオジオCD版とセガサターン版ではゲームクリア時に彼女の登場するおまけ漫画を閲覧可能（一部例外あり）。
ブロッケン
ドイツのサイボーグ。陸軍少佐とされている。年代は西暦1922年。身長185cm、体重200kg。
形式番号は『パーフェクト』の時点でODC-004。この“ODC”は「おいらドイツのサイボーグ」の略。腕や足を伸ばす、ミサイルなどを発射する、手から電撃を発生させるなど、サイボーグならではの攻撃手段を多数擁する。飛行能力も有しており、『ADKワールド』収録のシューティングゲーム『19YY』では自機として登場。
血液型はサイボーグのためカストロールのオイルとなっている。ジャックがオイルを嫌うのは彼の血を吸おうとして吐き出したため。なお、彼自身はレギュラーガソリンが嫌い。
髪切りデスマッチで負けると頭部の皮膚が破れ機械部分が剥き出しになる範囲が通常敗北時より広くなる。
デスマッチモードでの登場ステージが2作とも針壁デスマッチになっている。
マッスルパワー（クリス・ハンガー）
アメリカ国籍のプロレスラー。初代のみ口ヒゲを生やしている。年代は西暦1984年。身長200cm、体重135kg。
自分の名前であるクリスを「女々しい」と思っており、本名が嫌いという面もある。
J.カーン（成吉思汗：ジンギスカン）
モンゴルの武人。黒い兜と鎧を着用している。年代は西暦1198年。身長170cm、体重120kg。
美人が好きだが、ジャンヌのようなプライドの高いタイプは大の苦手。
『2JET』から登場するリョフを、同じ武人として尊敬している。
『2』では髪切りデスマッチに負けると頭頂部を残して剃られる。
ギガス（Gelatinous Execute and Exterminate Genotype Ultimate Soldier）
CPU専用キャラクターであり、初代の最終ボス。液体金属の生命体。自称「うちゅう最強のおとこ」。自己の格闘スタイルを持たず、ランダムで登場キャラクターの誰かに変身して攻撃してくる。通常は同キャラクター戦が無いが、誰に変身するか分らないため、この時に限り同キャラクター戦が起り得る。
世界征服を企む秘密結社「ダムド」によって生み出された液体金属兵士であり、対戦相手のデータを分析し、最適と判断した姿に変身して戦うはずだったが、頭脳プログラムにバグがあり、適当に変身するようになってしまった。その上、「うちゅう」（宇宙）、「ちきゅう」（地球）、「おとこ」（男）などの小学生レベルの漢字変換ができなくなっている。

### 『2』から登場
キャプテンキッド
出身不明の海賊。年代は西暦1572年。身長190cm、体重78kg。
ゲーム中では国籍がなく、国旗の代わりに海賊旗が表示されている。ホームステージは大西洋にある島の洞窟内部。
サメ型や海賊船型の飛び道具を使う。
「ワールドヒーローズ」参戦前からエリックの豪傑話は耳にしており手合わせを望んでいたが、自分より500年以上昔の人物だと知って落胆したというエピソードを持つ。
エリック（エリック・ザ・バイキング）
ノルウェーのバイキング。片手斧とラウンドシールドを持って戦う。年代は西暦998年。身長203cm、体重172kg。
勝利メッセージで妻レアの名を出す愛妻家。息子ビッケの他に、『パーフェクト』のエンディングでは新たに娘を授かる。
キャプテンキッドとは、共に海の男同士として少なからずライバル意識を持っている。北国育ちゆえに多少の寒さでは動じないが、北極の寒さだけは堪えるらしい（『パーフェクト』で凍結技を喰らった際の字幕スーパーからそれが窺える）。
髪切りマッチで負けるとバーコード禿になってしまう。
海の男に違わない男気溢れる性格で、勝利時の台詞ではラスプーチンが掲げる愛に対して異議を唱えている。
ポニーキャニオンから発売された『ワールドヒーローズ2 イメージアルバム』の「白夜のフィヨルド（エリックのテーマ）」（PCCB-00137）がフジテレビ『ニュースJAPAN』のオープニングテーマとして使用されていた。
マッドマン
パプアニューギニアのシャーマン。年代は西暦450年。身長166cm（仮面含210cm）、体重48kg。
胴体を覆うほどの巨大な仮面を着けているため、正面から見ると巨大な顔に手足が生えているかのような姿である。仮面の下の素顔は美形。語尾に「ザマス」とつける。
精霊を自在に操る戦士。正義を貫くために彼は戦うことを決意した。従えている精霊の名前はアドン&サムソン。
ラスプーチンと『2JET』から登場するジャックを変態と見なしている。
『2JET』のCMではメインを務め、子供たちからの声援を受けるシーンもある。
髪切りマッチで負けても仮面の上部が壊れるのみで、素顔のスキンヘッド姿を見ることはできない。
なお、名前のスペルはMADMANではなく、MUDMAN（泥の男）である。雑君保プによるコミックでもMADMANとの誤記が見られる。
リョウコ（出雲良子：いずも りょうこ）
日本国籍の女子高生柔道家。柔道家らしく投げ技が得意で、強力な当身（打撃）技も使いこなす。ハンゾウに憧れ、ジャンヌを尊敬している。年代は西暦1992年。身長162cm、体重48kg。
必殺技の「戊殺掌」は後に『痛快GANGAN行進曲』の李海灌が似た技を使用し、『パーフェクト』では「彼から直伝された」ことになった。
髪切りマッチで負けると結んでいる髪の一部が残る。
ジョニー・マキシマム
アメリカ国籍のアメリカンフットボールの選手。年代は西暦1989年。身長215cm、体重107kg。
『2』のみ飛び道具技「アーモンドショット」を使う。肩を壊したために『2JET』以降は封印したが、『パーフェクト』のヒーローゲージMAX版究極奥義で解禁している。
究極奥義「ハイパージョニースペシャル」は、『痛快GANGAN行進曲』のボビー・ネルソンのGANGAN必殺技「ビッグバンアタック」をヒントに編み出した。
シュラ（シュラ・ナイ・カノム・トム）
タイ国籍のムエタイ戦士。年代は西暦1762年。身長167cm、体重50kg。
ドラゴンを兄貴分と慕う。何人もの挑戦者を退けてきた彼を「真空のシュラ」と呼んだ。『2JET』以降は「○○ッス」という口調でしゃべる。
必要以上に濃いキャラクターの中で「地味」と言われることを密かに気にしている。他のキャラクターからも、このことをからかわれている。
髪切りマッチで負けると頭頂部を剃られる。
ネオ・ギガス
CPU専用キャラクターで、スーパーファミコン版（以下SFC版）のみ使用可能。『2』の中ボス前作での敗北から感情に目覚め、ワールドヒーローズへの復讐心に駆られ今大会にも乱入してくる。ディオを兄貴と思い、慕っている。
前作同様、様々なキャラクターに変身するが、MVS版、AES版では主に『2』に新規参戦したキャラクター、ネオジオCD版では前作から続投のキャラクタ―に変身、SFC版ではディオ以外のあらゆるキャラクターに変身する。
本作がキャラクターとして最後の登場となるが、SFC版で使用可能になった際には他のキャラクターに変身しなくとも戦えるようになり、ネオジオ版にはない自爆攻撃などが追加された。
ディオ（Direction of Identity and Operation system）
CPU専用キャラクター。ネオジオCD版とSFC版のみ使用可能。『2』の最終ボス。
ギガスと同じく液体金属の生命体。自らの手足をナイフや剣などの形状に変化させて攻撃する。
秘密結社ダムドが感情を持たない量産型兵士GEEGUS達を統率するリーダーとして、知能、感情を与え究極の戦闘生物を目標にして作り上げた生体金属戦士。だが、自らの強大な力ゆえの傲慢から脆弱な人間に命令されるのを嫌い生みの親たるダムドを壊滅させて逃走する。究極の戦闘生物という目的意識は残っているため、強者を求め最強を証明すべくワールドヒーローズに乱入する。自分に仇なす者を悉く見下す冷酷な性格だが、心の奥底では自分を倒せるほどの強敵の存在を欲している。
『2JET』には登場しない。

### 『2JET』から登場
ジャック（ジャック・ザ・リッパー）
イギリス国籍の殺人鬼。ワールドヒールズの1人で、ゼウスに忠誠を誓っている。
パンクファッションに身を包み、二対の鉤爪を始めとする全身の刃物を利用して戦う。地中に潜って移動する技も使う。キャラクターデザイナーはラスプーチンとマッドマンの担当と同一人物。
リョフ（呂布奉先：りょふ ほうせん）
中国の武人。ワールドヒールズの1人だが、内心ではゼウスの地位を奪おうと企む野心家。戟の一種方天画戟の使い手。酒を飲むことで火を吹いたり、一時的にパワーアップするなどの特技も持つ。
J.カーンとは武人同士として尊敬し合っている。『パーフェクト』のエンディングでは愛馬・赤兎馬が登場する。
ゼウス
CPU専用キャラクター。ゲームボーイ版『2JET』、『パーフェクト』のネオジオCD版・セガサターン版では使用可能。『2JET』の最終ボス、『パーフェクト』の中ボス。
歴史上のあらゆる戦乱を影から操ってきた一族の末裔で、ワールドヒールズのリーダー格。歴史操作にも飽きて退屈な日々を送っていたが、ブラウン博士のタイムマシンを見つけてワールドヒーローズの存在を知り、それを利用した世界征服を企む。ジャックとリョフを連れてきたのも彼だが、検索用コンピューターの設定時に「HERO」を「HEEL」にスペルミスしたのがその原因。
「サマンサちゃん」という名の猛牛をペットとして飼っており、「超武会」モードのボーナスステージでプレイヤーキャラクターに差し向けてくる。
『パーフェクト』では、勝敗に関わらず1ラウンドのみで終了する（後述）。

### 『パーフェクト』で登場
孫悟空
大会の噂を聞き、中国・花果山からやってきた人語を解すサル。勝利ポーズでは上司の僧侶、仲間のブタ男と河童が登場する。
特定の条件を満たすとCPU戦で乱入してくる。また、キャラクターセレクト画面で特定のコマンドを入力することでプレイヤーキャラクターとして使用可能。セガサターン版ではゼウス、NEO-DIOと共に最初から使用可能。
NEO-DIO（ネオ・ディオ）
『パーフェクト』の最終ボス。ディオがネオ・ギガスを吸収した事で強化再生し誕生した究極生物。吸収された状態でも、ギガスは自我を保っているようである。
ゼウス戦の1ラウンドが終わると乱入し、ゼウスを一瞬で倒してプレイヤーキャラクターに勝負を挑む。ボスキャラクターとしてのNEO-DIOは常に2Pカラーである金色のボディで登場する。NEO-DIOのエンディングにおいては、NEO-DIOの最終ボスとして登場するNEO-DIOはダムドの生き残りが作った別個体であろうことが示唆されている。

### その他
ブラウン博士
シリーズの主要サブキャラクターで、本名はブラウン・シュガー。タイムマシンを開発した天才科学者で、各時代の英雄たちを集結させて大会を提供した、「ワールドヒーローズ」の発起人でもある。ブロッケンのメンテナンスも担当し、『2JET』から登場するキャプテンキッドの飛空挺の製造も行っている。
元々は『ニンジャコマンドー』に登場していたキャラクター。
ナイチンゲール
『2』の没キャラクター。シリーズ本編には登場しなかったが、ネオジオCDオリジナル作品『ADKワールド』では案内役として登場する。

## 家庭用移植作品
レイティングは全てCERO：B（12才以上対象）。
ワールドヒーローズ
家庭用ネオジオ版
1992年9月11日発売。MVS版と同等。
スーパーファミコン版
サン電子から1993年8月12日発売。
ボタンがオリジナル通りのパンチ・キック・投げの3ボタン制と、通常の格闘ゲームに近い操作性になる強弱パンチ・強弱キック・投げの5ボタン制を選択することができる。また、オリジナル版では不可能だった同キャラクター対戦も可能になった（2Pカラーは『2』に準じている）。そのため、ゲーム性と操作性がオリジナル版より向上している。
パッケージイラストをアニメーターの大森英敏が担当。テレビCMも放映されており、ナレーションは家弓家正が担当した。
ジェネシス版
北米メガドライブ版。北米で1994年8月16日発売。日本では未発売。
ネオジオCD版
1995年3月17日発売。BGMが全曲アレンジ音源になっている以外はMVS版と同等。
Wii版
バーチャルコンソール用タイトルとして2007年9月28日より配信が開始された。家庭用ネオジオ版そのままであるため、MVSそのままの感覚で楽しめる。
PlayStation Portable版
『SNK Arcade Classics Vol.1』に収録。日本国内版では最初から遊べるが、国外版では最初から開放されている他タイトルを遊んでポイントを貯めることにより選択可能になる隠しタイトルとなっている。
PSP・PlayStation 3版
ネオジオステーション用タイトルとして2011年8月25日より配信が開始された。ゲーム自体は家庭用ネオジオ版そのままであるが、オンライン対戦やリプレイモードなどの追加コンテンツも搭載。
PlayStation 4・Xbox One・Nintendo Switch・PC・iOS・Android版
アケアカNEOGEOの1作品として配信。PlayStation 4版は2017年1月26日、Xbox One版は2017年2月23日、Nintendo Switch版は2017年11月30日より、PC版は2017年12月15日より、iOS版とAndroid版は2022年5月19日より配信開始。
ワールドヒーローズ2
家庭用ネオジオ版
1993年6月4日発売。MVS版と同等。
PCエンジン版
ハドソンから1994年6月4日発売。アーケードカード対応ソフト。
移植度は高いが、ロード時間がとても長い。このため、読み込みの進捗度がどこまで進んだかが数字で表示されるようになっており、0になるとロード完了。
ハード性能の都合上、ギガスが変身可能なキャラクターがプレイヤーが使用中のキャラクターと『2』からの新キャラクターに限られる。
スーパーファミコン版
ザウルスから1994年7月1日発売。ボタン設定は前作と同じく強弱制に変更可。キャラクターのカラーバリエーションは6色に増えた。ネオ・ギガスとディオも使用可能になり、これに伴いネオ・ギガスに通常時の技が実装されている。
ネオジオCD版
1995年4月14日発売。ディオが使用可能になった以外はMVS版と同等。
Wii版
バーチャルコンソール用タイトルとして2011年11月15日より配信が開始された。
PlayStation 4・Xbox One・Nintendo Switch版・PC・iOS・Android版
アケアカNEOGEOの1作品として配信。PlayStation 4版、Xbox One版は2017年5月25日より、Nintendo Switch版は2018年1月25日より、PC版は2018年2月28日より、iOS版、Android版は2022年12月15日より配信開始。
ワールドヒーローズ2JET
家庭用ネオジオ版
1994年6月10日発売。MVS版と同等。
ネオジオCD版
1994年11月11日発売。MVS版と同等。
ゲームボーイ版
タカラから1995年2月24日発売。『熱闘シリーズ』のひとつで、タイトルは『熱闘ワールドヒーローズ2JET』。二頭身デフォルメ体型にリメイクしたものだが、全キャラクターが登場する。
オリジナルの要素としてゼウスが使用可能になったほか、全キャラクターに『パーフェクト』の究極奥義とは別のオリジナルの超必殺技が追加されている。
Wii版
バーチャルコンソール用タイトルとして2011年12月20日より配信が開始された。これにより全作品がバーチャルコンソールで配信された（『パーフェクト』は『2』より先に配信）。
PlayStation 4・Xbox One・Nintendo Switch版・PC版・iOS版・Android版
アケアカNEOGEOの1作品として配信。PlayStation 4版とXbox One版が2017年11月30日、Nintendo Switch版が2018年3月22日、PC版が2018年8月31日、iOSとAndroid版が2023年2月2日よりそれぞれ配信開始。
ワールドヒーローズパーフェクト
家庭用ネオジオ版
1995年6月30日発売。MVS版と同等。
ネオジオCD版
1995年7月21日発売。一部の技のモーションやボイスが削除されているが、孫悟空とNEO-DIOが最初から使用可能になり、さらにゼウスが隠しコマンドでVSモードでのみ使用可能になった。チビキャラモードでも攻撃力の低下が無く、必殺技も使用できる。
セガサターン版
SNK（旧社）から1996年8月9日発売。ネオジオCD版をベースとしているが、増設RAMなしで本体のみで遊べ、読み込みも速い。隠しカラーが2色存在し、ゼウスも全てのモードで使用可能となっている。
Wii版
バーチャルコンソール用タイトルとして2011年1月11日より配信が開始された。
Nintendo Switch・PlayStation 4・Xbox One版・PC版・iOS版・Android版
アケアカNEOGEOの1作品として配信。Nintendo Switch版は2017年3月3日より、PlayStation 4版、Xbox Oneは2019年1月31日より、PC版は2019年11月15日より、iOS版、Android版は2022年2月24日より配信開始。
Nintendo Switchパッケージソフト版
2025年4月10日発売のパッケージソフト『アケアカNEOGEO セレクション Vol.3』に収録。内容は上記アケアカNEOGEO版と同等。
ワールドヒーローズゴージャス（NEOGEO オンラインコレクション）
PlayStation 2版
SNKプレイモアから2007年10月18日発売。初代から『パーフェクト』までの全4作が収録されている。パッケージイラストは当時ADKに所属し、オフィシャルイラストを描いていたさいとうつかさの描き下ろし。

## コミカライズ
『ワールドヒーローズ』シリーズを題材にした漫画・コミカライズ。
- 『ワールドヒーローズ2』（コミックゲーメスト連載）作画：雑君保プ
- 『ワールドヒーローズ 激闘英雄伝』（月刊コロコロコミック連載）作画：かとうひろし
- 『ワールドヒーローズ 光龍伝』（少年王連載）作画：蜂文太
- 『ワールドヒーローズ』（月刊ヒーローズ連載）原作：SNK、作画：横尾公敏

## 客演作品
痛快GANGAN行進曲
フウマが登場している。またストーリー中の会話でハンゾウやブラウン博士の名前が出てくる。
ネオジオバトルコロシアム
SNKプレイモア作品。服部半蔵、風魔小太郎、マッドマン、NEO-DIOが本作代表として登場している（ギガスもNEO-DIOの技演出で登場）。
NEOGEO HEROES 〜Ultimate Shooting〜
2010年に発売されたSNKプレイモア作品。シナリオの根幹にダムドとブラウン博士の開発したタイムマシンが大きく関わっており、最終ボスとしてギガスの系譜であるジオギガスが立ちはだかる。
SNKヒロインズ 〜Tag Team Frenzy〜
2018年に発売されたSNK作品。ジャンヌがDLCキャラクターとして登場しており、エンディングでは本作登場のキャラクターが多数登場している。
KOF MAXIMUM IMPACT 2
設定のみだが作品主人公と敵対する組織にブラウン博士が囚われており、同作にサムライスピリッツの服部半蔵が参戦する要因となっている。

## 関連記事
- さいとうつかさ - オフィシャルイラストを担当。ADK退社後はフリーの漫画家になっている。
- 対戦型格闘ゲーム一覧